# Губіна Лариса Іванівна
Лари́са Іва́нівна Гу́біна  — українська телеведуча. Заслужений журналіст України (2011).

## Життєпис
Закінчила Корсунь-Шевченківське педагогічне училище (1991, спеціальність — вчитель початкових класів), Київський педагогічний інститут (1996, спеціальність — психолог-дослідник).
Працювала:
- редакторкою моніторингу Української Незалежної Агенції «Республіка» (УНІАР);
- редакторкою та ведучою новин на телеканалі «ТБ Табачук» (1996—1997);
- ведучою програми «Підсумки дня», «Підсумки тижня» та передвиборчий марафон «Парламент майбутнього» на телеканалі «Інтер» (2002—2007).

З 2007 року на «5 каналі»: 
- ведучою 
  - вечірньої програми «Час»;
  - в спецпроєктах «Час» — «Час Важливо» та «Час інтерв'ю»;
  - аналітичної програми «Реальний сектор», «Енергонагляд» та «В кабінетах».

З 2013 року — «Час. Підсумки тижня».

## Родина
Виховує сина Давида.